# Грейв Дигър
Грейв Дигър (на немски: Grave Digger) е немска хеви метъл група от Gladbeck.

## История на групата

### Основаване и 1980-те
Грейв Дигър е основана в края на 1980 г. След различни изяви на по-малки фестивали, групата с Крис Болтендал, Питър Масън, Уили Лакман и Филип Сайбел записва две песни за компилацията Rock from Hell през 1983 г. През май 1984 г. Грейв Дигър (сега с Алберт Екард на барабаните) издават своя дебютен албум Heavy Metal Breakdown .
Вторият им албум Witch Hunter следва през 1985 г. По-нататъшни изяви на фестивали, турне с Хелоуин през юни 1985 г. и накрая тройно хедлайнерско турне с Celtic Frost и Хелоуин през февруари 1986 г. Последваха, след като третият албум War Games (за първи път с К. Ф. Бранк на баса) е издаден малко преди това през януари 1986 г. След като Петер Масън напуска през май 1986 г., те променят името си на Дигър в края на 1986 г., под което издават албума Stronger than Ever с Уве Лулис на китара. Този албум има малко общо с оригиналната музика на Грейв Дигър. По-скоро това е опит да се достигне до масите с мейнстрийм рок в стила на Бон Джоуви или Ван Хален. Тъй като албумът се проваля, Крис Болтендал обявява разпадането на групата в края на 1987 г.

### Реюниън и 1990-те
Групата частично се събира отново през 1991 г. Крис Болтендал, и Уве Лулис първо записват EP Ride On – For Promotion Only с нови попълнения Томи Гьотлих и Петер Брайтенбах (Warhead). Последният скоро е заменен от Йорг Михаел, който вече е бил барабанист за Рейдж и Running Wild, и е създаден техният завръщащ се запис The Reaper, с който Грейв Дигър се въръщат към своя произход. През същата година излиза Best of the Eighties, най-добрият албум на по-ранните творби.
Албумът Symphony of Death последва през 1994 г. , вторият, но и последен с Йорг Михаел на барабани. След това Грейв Дигър правят турне в Германия с новия си барабанист Франк Улрих, включващо: като отварящ акт за Менуоър. През 1995 г. излиза Heart of Darkness, много мрачен албум с влияние от по-ранните творби на Annihilator.
Концептуалният албум Tunes of War, който е издаден през 1996 г. със Стефан Арнолд като нов барабанист и се занимаващ се с шотландска история, това е началото на средновековната трилогия, състояща се от концептуални албуми. Това е продължено с албума Knights of the Cross от 1997 г. с Йенс Бекер (бивш Running Wild) на баса, който е за възхода и падението на Ордена на тамплиерите. Трилогията завършва през 1999 г. с албума Excalibur, който се занимава с легендата за крал Артур и рицарите на кръглата маса. Това е последвано от световно турне, с Ханс-Петер Каценбург като кийбордист, който вече се е появил на Tunes Of War и скоро става постоянен член на групата. До 2014 г. доста високият мъж винаги се появява на сцената и в брошурите с албуми като Reaper в черна пелерина с качулка и сребърна маска с череп. Винаги се е представял като „HP Katzenburg“. Неговият наследник Маркус Книп първоначално продължава традицията на „Жътваря“.

### 2000-те
През 2000 г. Грейв Дигър отпразнуват своята двадесета годишнина и свирят на разпродаден концерт на 11 ноември в Zeche в Бохум. Предложени са най-популярните песни на групата, допълнени от песни, които рядко се изпълняват. Грейв Дигър получава подкрепа и от различни гост-музиканти. Този концерт бележи период в историята на групата, също и защото малко след това Уве Лулис напуска групата по лични и бизнес причини. След времето си с Грейв Дигър, Лулис сформира групата Rebellion.
Намерен е заместник в бившия китарист на Rage Manni Schmidt. С него и под новия звукозаписен лейбъл Нюклиър Бласт, The Grave Digger е издаден през 2001 г. Вдъхновението за текстовете на този албум са произведенията на Едгар Алън По. През 2002 г. на пазара излиза първият албум на живо Tunes of Wacken, както и първото DVD с участието на Wacken Open Air 2001. Две години по-късно е издаден друг концептуален албум, Rheingold, който се върти около операта на Рихард Вагнер „Пръстенът на нибелунга“.
След успешното турне Rheingold със Symphorce и Wizard в първия акт, отиват в студиото за следващия албум The Last Supper, който, подобно на своя предшественик, е концептуален албум. Разказва за последните дни на Иисус Христос. Някои журналисти определят произведението като най-добрия албум след Tunes of War или Heavy Metal Breakdown. Корицата е проектирана за първи път от Гюла Хаванчак. Албумът е издаден на 17 януари 2005 г., а турнето със StormHammer и Astral Doors започва на 11 февруари в Андернах, родното място на Мани Шмид.
По време на турнето на Тайната вечеря, изпълнението в Сао Пауло е записано на 7 май 2005 г. и е издадено през октомври 2005 г. на DVD на живо, озаглавено 25 to Live, за да отпразнува 25-ата годишнина на групата. Времето за възпроизвеждане на DVD е приблизително 2 часа и 30 минути. В сетлиста на концерта има и класики и отдавна незвучащи песни като Witch Hunter, Paradise и Shoot Her Down. По същото време е издаден и двоен диск на живо със същото име.
В началото на 2006 г. Грейв Дигър се преместват от Хюклиър Бласт към испанския лейбъл Locomotive Records. Новият сингъл, новозаписана версия на песента Yesterday, е пуснат на 29 септември. Също така включва безплатно DVD на живо от изпълнението на фестивала Rock Machina през 2001 г. в Испания. Нов албум, озаглавен Liberty or Death, е издаден на 12 януари 2007 г. Последва турне с „двоен хедлайнер“ с Therion. Групата Сабатън служи като откриващ акт. Дрейв Дигър също свири на Wacken Open Air 2007. В In-Extremo best-of CD No Look Back, Грейв Дигър са представени с английска версия на The Pied Piper. На 8 октомври 2007 г. Грейв Дигър обявяват на началната си страница като част от конкурс, че ще добавят втори китарист към групата. Това е Тило Херман, бивш от Faithfull Breath, Risk , Holy Moses и Running Wild. Херман вече свири на живо с групата и участва в следващия албум, който е издаден на 9 януари 2009 г. под заглавието Ballads of a Hangman. Новият китарист напуска през февруари 2009 г., но според групата не поради „междуличностни проблеми“, а поради няколко фактологични точки, „от космическата ситуация на сцената до музикалните аспекти“.

### 2010-те
През септември 2009 г. китаристът Мани Шмид напуска групата. Тъй като групата все още има няколко резервации за концерти за текущата година, те решават през октомври 2009 г. да привлекат Аксел Рит (отдавнашен познат на Крис) в групата като заместник на китара. Групата изнася първия си концерт на 24 октомври 2009 г. в Гладбек с Аксел Рит на китара. В средата на януари 2010 г. Аксел Рит е официално потвърден като новия китарист на Грейв Дигър на уебсайта на групата.
Групата изнася своя 30-годишен юбилеен концерт на Wacken Open Air през 2010 г. Включени гости: Доро Пеш, Ханси Кюрш и Ван Канто. На 4 март 2011 г. юбилейният концерт е издаден като live DVD и CD под името The Clans Are Still Marching. Малко след това, на 1 октомври 2010 г., излиза албумът The Clans Will Rise Again.
В албума на групата Van Canto Tribe of Force, издаден на 26 февруари 2010 г. , Крис Болтендал пее песента Rebellion заедно с групата. Албумът се разпространява от Напалм Рекърдс.
Групата осигури химна за Wacken Open Air 2011: Wacken Will Never Die.
През есента на 2011 г. Грейв Дигър работи с норвежката певица Анита Хегерланд по хеви метъл интерпретация на заглавието „Хубаво е да си в света“, което Хегерланд публикува с Рой Блек преди четиридесет години. Тази версия е пусната на 21 октомври 2011 г.
През 2012 г. излиза седемнадесетият албум на групата, Clash of the Gods, който не показва прекъсване тематично или музикално, но показва силна промяна. Шотландско-английските фолклорни влияния (история, интерлюдии с гайда...), които преобладават в предишните албуми, изчезват, но песните сега се въртят около древногръцката митология, а традиционните гръцки елементи също са очевидни в музиката.
Безконцептуалният албум Return of the Reaper е издаден през 2014 г. Малко след това HP Katzenburg обявява напускането си от групата, тъй като вече не може да отделя достатъчно време на Грейв Дигър поради други професионални и музикални ангажименти. Негов наследник е Маркус Книп.
През 2015 г. групата започва поредица от концерти, за да отпразнува 35-годишнината на групата, в които свири основно песни от 80-те години. По този повод е издадена и компилацията Exhumation – The Early Years с общо 15 стари песни.
2017 г., петък, 13 януари, излиза албумът Healed By Metal, 19-ият студиен албум на Грейв Дигър.
През юни 2018 г., след приключване на записите на албума The Living Dead, групата обявява раздялата си с дългогодишния барабанист Стефан Арнолд. В резултат на това Маркус Книп преминава от клавиатура към барабани и оттогава групата свири като квартет.
След раздялата с Аксел Рит, групата представи Тобиас Керстинг (бивш Orden Ogan ) като нов китарист през октомври 2023 г., който вече е работил с него в страничния проект на Boltendahl Steelhammer.

## Членове на групата

### Настоящи членове
- Крис Болтендал – вокали (1980 – 1986, 1991 – ), бас китара (1980 – 1982, 1985)
- Йенс Бекер – бас китара (1998 – )
- Аксел „Ironfinger“ Рит – китара (2009 – )
- Маркус Книп – клавиатура (2014 – ), trummor (2018 – )

### Бивши членове
- Луц Шмелцер – барабани (1980)
- Питър Масън – китара (1980 – 1986), бас китара (1985)
- Филип Сейбел – барабани (1981 – 1982; починал 2002 г.)
- Мартин Герлицки – бас китара (1983)
- Уили Лакман – бас китара (1983 – 1984; починал 2013 г.)
- Рене „T-Bone“ Тайхгребер – бас (1984)
- Алберт Екард – барабани (1983 – 1987)
- CF Бранк (Крис Ф. Бранк) – бас (1985 – 1987)
- Томи Гьотлих – бас китара (1991 – 1997)
- Петер Брайтенбах – барабани (1991 – 1993)
- Уве Лулис – китара (1986 – 2000)
- Йорг Михаел – барабани (1993 – 1994)
- Франк Улрих – барабани (1994 – 1995)
- Стефан Арнолд – барабани (1996 – 2018)
- Ханс „HP“ Каценбург – клавиатура (1997 – 2014)
- Мани Шмид – китара (2000 – 2009)
- Тило Херман – китара (2007 – 2009)

### Членове на турнета
Ханс „HP“ Каценбург – клавиатура (1996 – 1997)